# 吉田信太
吉田 信太（よしだ しんた、1870年3月27日（明治3年2月26日） - 1954年12月24日）は、日本の音楽教師、作曲家。宮城県仙台市出身。1894年に東京音楽学校本科師範部卒業。横浜在住時にルドルフ・ディットリヒに師事。
東京音楽学校分教場、広島高等師範学校（1902年 - 1913年）、神奈川県立第一中学校、神奈川県立第三中学校、神奈川県立高等女学校、東京女子高等師範学校などで教鞭を執る。後に、神奈川県視学。

## 作品
- みなと (唱歌)（1900年発表[1]）
- 釜山港
- とんぼ
- 鉄道唱歌（第4集 北陸編）（1900年発表[1]）
- 牛と馬